# North Lanarkshire
North Lanarkshire (skotsk: North Lanrikshire; skotsk gælisk: Siorrachd Lannraig a Tuath) er en af Skotlands kommuner. Den grænser op mod City of Glasgow, Falkirk, East Dunbartonshire og South Lanarkshire.
Regionen dækker dele af de grevskaberne Lanarkshire, Dunbartonshire og Stirlingshire.

## Byer og landsbyer

### Byer
- Airdrie
- Bellshill
- Coatbridge
- Cumbernauld
- Kilsyth
- Mossend
- Motherwell
- Shotts
- Stepps
- Viewpark
- Wishaw

### Landsbyer
- Allanton
- Auchinloch
- Annathill
- Banton
- Bargeddie
- Birkenshaw
- Bonkle
- Cardowan
- Calderbank
- Caldercruix
- Carfin
- Carnbroe
- Castlecary
- Chapelhall
- Chryston
- Cleland
- Croy
- Dullatur
- Garnkirk
- Gartcosh
- Glenboig
- Glenmavis
- Greengairs
- Hareshaw
- Harthill
- Hartwood
- Holytown
- Longriggend
- Luggiebank
- Millerston
- Mollinsburn
- Moodiesburn
- Morningside
- Muirhead
- Newarthill
- Newhouse
- Newmains
- New Stevenston
- Overtown
- Plains
- Queenzieburn
- Ravenscraig
- Salsburgh
- Tannochside
- Wattston
- Upperton

## Seværdigheder
- Airdrie Public Observatory
- Bedlay Castle
- Carfin Grotto
- Clyde Valley
- Colzium
- Dalzell House
- Dalziel Park
- Drumpellier Country Park
- Duncarron
- Greenlink Cycle Path
- Jerviston
- Newhouse Research Site
- North Lanarkshire Heritage Centre
- Ravenscraig Regional Sports Facility
- Summerlee Museum of Scottish Industrial Life
- Strathclyde Country Park

55°49′44″N 3°55′19″V / 55.829°N 3.922°V
|  | Infoboks uden skabelon Denne artikel har en infoboks dannet af en tabel eller tilsvarende. |